# 北部沿海自然公園 (葡萄牙)

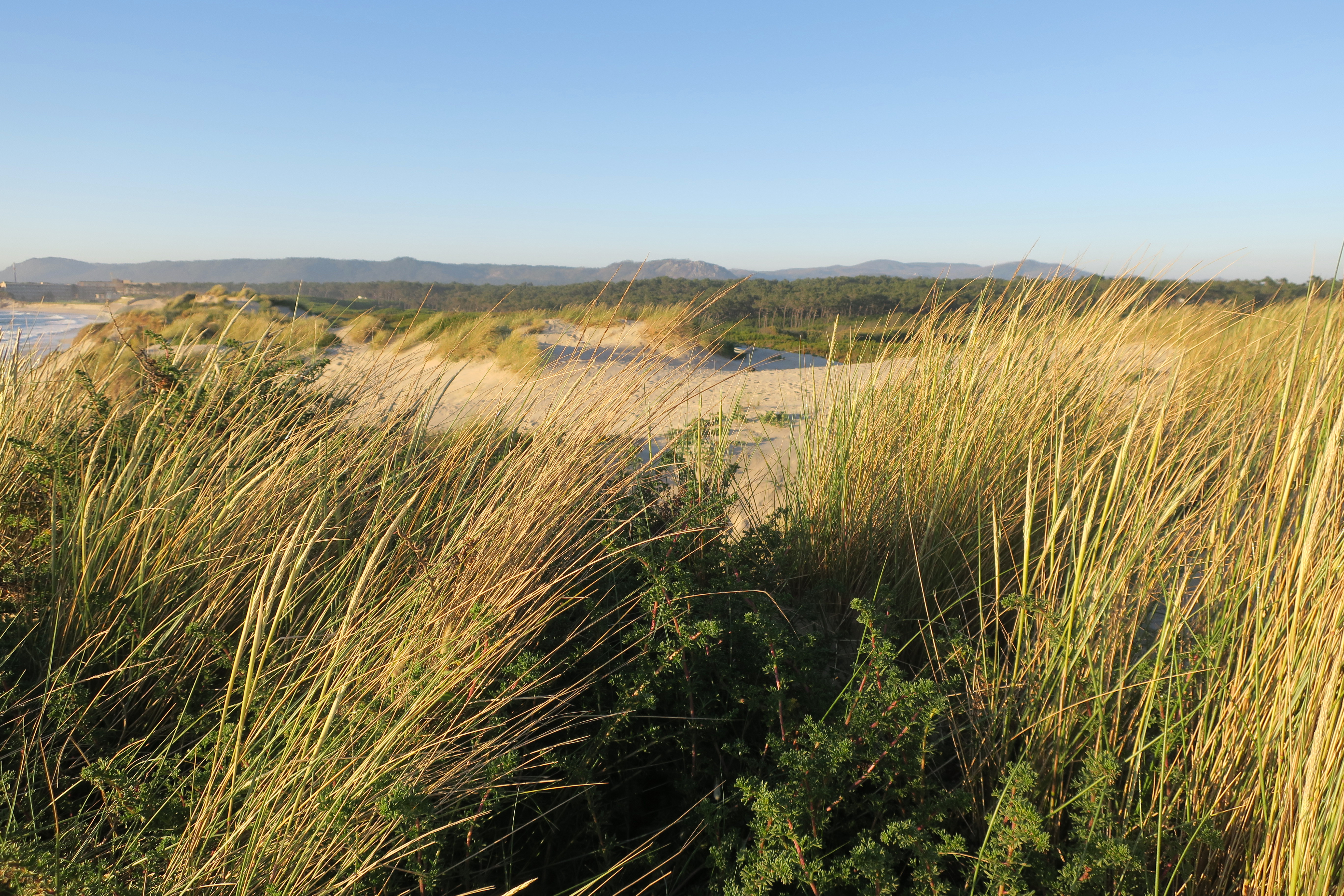
北部沿海自然公園

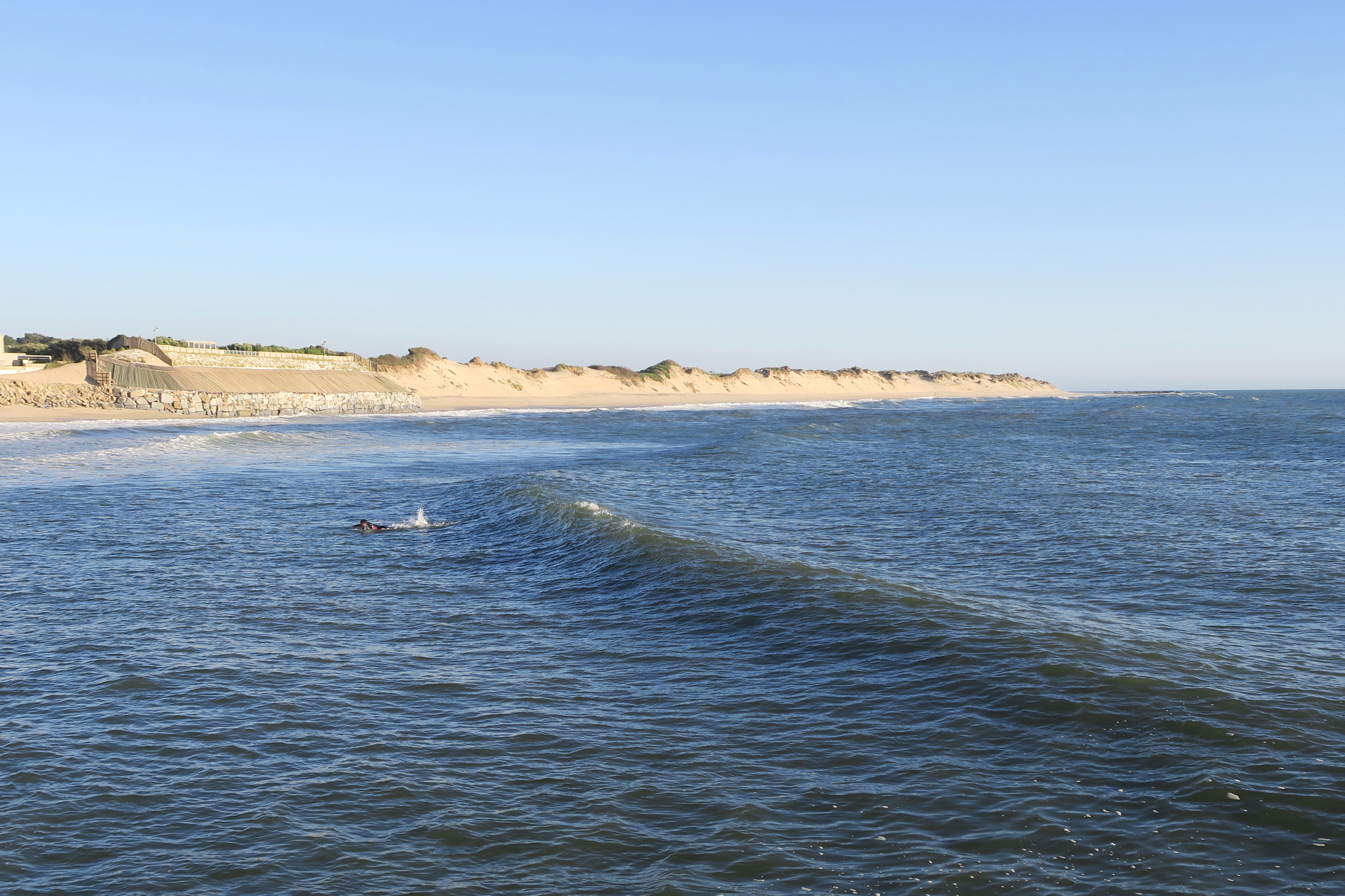
緊鄰海灘的沙丘

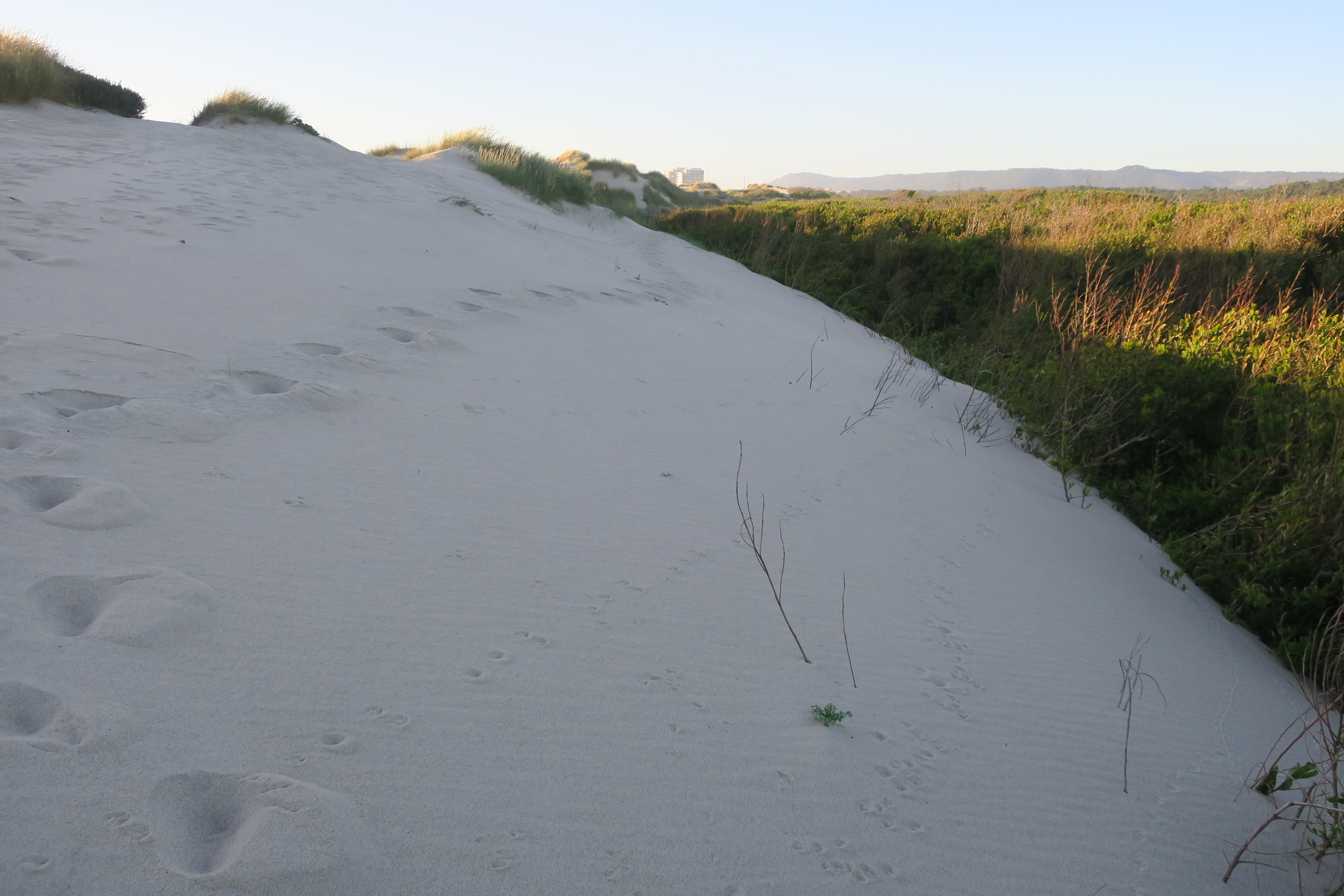
不斷增長的沙丘

北部沿海自然公園（葡萄牙語：Parque Natural do Litoral Norte）是葡萄牙的十三座自然公園之一。它的位置在葡萄牙北部的埃斯波森迪市，沿著內瓦河口（Rio Neiva）與阿普利亞之間16公里長的大西洋海岸線。
公園由河灘和海灘組成，有礁石、沙丘、松樹林、橡樹和農業地區。有多條直接流入海中的溪流，其中最主要的河流是卡瓦多河。建立這個自然公園是為了保護此地的自然風景與野生動物，特別是對海岸沙丘的保護。

## 外部連結
- Page about the park on the Visit Portugal website[永久]